# Zambezi Watercourse Commission
Die Zambezi Watercourse Commission, abgekürzt ZAMCOM (portugiesisch Comissão do Curso de Água do Zambeze; deutsch etwa: „Sambesi-Wasserlauf-Kommission“) ist eine transnationale Organisation von acht afrikanischen Staaten, auf deren Territorium der Sambesi oder die Nebenflüsse seines Einzugsgebietes (Zambezi River Basin) verlaufen. Ein multilaterales Abkommen im Jahre 2004 führte zu ihrer formellen Gründung. Die beteiligten Staaten sind Angola, Botswana, Malawi, Mosambik, Namibia, Sambia, Simbabwe und Tansania. Der Sitz der Organisation befindet sich in Harare (Simbabwe).

## Geschichte
Von der Southern African Development Co-ordination Conference (SADCC), der Vorgänger der SADC, wurde 1987 der Zambezi River Action Plan (ZACPLAN) beschlossen. Der damit verfolgte Zweck war, eine umweltgerechte Planung und eine gemeinsame Steuerung der Wassernutzung im Sambesi-Gewässersystem zu erreichen.
Der Gründungsbeschluss zur Zambezi Watercourse Commission, gestützt auf das SADC Protocol on Shared Watercources of 2000, wurde im Jahre 2004 im Verlaufe von Verhandlungen in Windhoek (Namibia) durch das ZAMCOM-Abkommen (Agreement on the Establishment of the Zambezi Watercourse Commission) geschaffen. Ihre tatsächliche Errichtung konnte jedoch erst nach einer Ratifizierung dieses Staatsvertrages von 6 beteiligten Staaten im Juni 2011 in die Praxis umgesetzt werden.

## Aufgaben
Im Kern der Tätigkeit der Zambezi Watercourse Commission steht die Förderung einer gerechten und pragmatischen Nutzung der Wasserressourcen des Sambesi-Systems sowie deren effiziente Bewirtschaftung und nachhaltige Entwicklung. Darauf gründet sich eine gemeinsame Wassermanagementstrategie für das Fluss- und Einzugsgebiet sowie die Abstimmung der nationalen Wasserpolitiken unter den Mitgliedsstaaten.

## Regionale Bedeutung

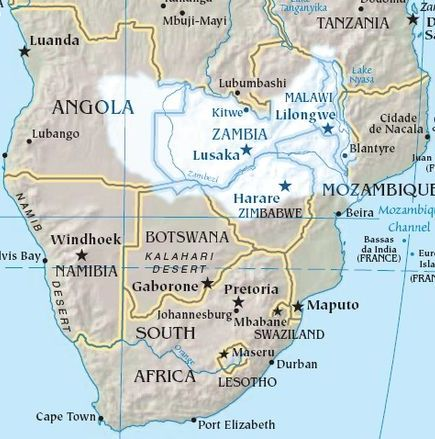
Einzugsgebiet (weiß) des Sambesi

Das Sambesi-System (Zambezi River Basin) ist das viertgrößte Einzugsgebiet eines Flusses in Afrika und das größte im Bereich der SADC-Staatengruppe. Es erstreckt sich auf einer Fläche von 1,37 Millionen Quadratkilometern. Davon sind hauptsächlich die Territorien von Malawi und Sambia, etwa die Hälfte von Simbabwe sowie größere Bereiche von Angola und Mosambik betroffen. Lediglich kleinere Flächen von Botswana, Namibia und Tansania gehören ebenfalls zum Gewässersystem des Sambesi.
Nahezu 75 Prozent der Landfläche des Sambesi-Systems ist mit Wäldern und Buschsavannen bedeckt. Landwirtschaftlich genutzte Flächen (überwiegend Regenfeldbau) machen 13 Prozent und Grasland etwa 8 Prozent aus. Die restlichen etwa 4 Prozent sind Ödland oder werden für Infrastrukturanlagen genutzt. Innerhalb des Einzugsgebietes befinden sich ausgedehnte Ebenen, die Überschwemmungsgebiete oder dauerhafte Feuchtgebiete sind, eine nicht geringe Zahl von ihnen hat internationale Bedeutung erlangt und stehen als Ramsar-Gebiete unter Schutz.
Die wichtigsten Institutionen mit wasserpolitischen Interessen im Sambesi-System sind neben den beteiligten Staaten die SADC Water Division, die Zambezi River Authority (ZRA) sowie die mosambikanische ARA-Zambeze (Administração Regional de Águas do Zambeze).
Die Energieerzeugung mit Wasserkraft ist ein wichtiger Sektor im Sambesi-System. Eine Reihe von Wasserkraftwerken sind Laufwasserkraftwerke mit nur einem kleinen Stausee oder einem Zulaufdamm. Andere Wasserkraftanlagen haben ein Reservoir mit einer Speicherkapazität, um Wasser von der Regenzeit bis zur Trockenzeit zu speichern.
Mit der Energieerzeugung durch die Wasserkraftwerke ist ein Verdunstungsverlust aus den Speicherseen verbunden, der sich auf ungefähr 17 Kubikkilometer beläuft und mit Abstand den größten Wasserverbrauch im Einzugsgebiet darstellt. Das Verdunstungsvolumen wird von der Kariba-Talsperre angeführt, die mehr als die Hälfte der gesamten Verdunstung verursacht, und gefolgt von der Cahora-Bassa-Talsperre, die fast 35 Prozent erreicht. Die größten Stauseen im Sambesi-System sind die von Kariba, Cahora Bassa und Itezhi-Tezhi.

## Organisatorischer Aufbau
Die Zambezi Watercourse Commission besitzt einen dreistufigen Verwaltungsaufbau:
- Council of Ministers (Ministerrat),
- Technical Committee,
- Executive Secretary.